# Rosika Schwimmer
Rosika Schwimmer (madžarsko Schwimmer Rózsa); *11.september 1877, Budimpešta , † 3. avgust 1948, New York, ZDA, madžarska pacifista, feministka. 
Rojena v judovski družini v Budimpešti leta 1877, je leta 1891 zaključila osnovno šolo. Svoje šolanje je nadaljevala v Subotici, kjer se je učila glasbo. Izjemno talentirana jezikoslovka je govorila ali brala osem jezikov. Želela se je tudi usmeriti v poslovodstvo. Ker ni zaključila univerzitetne izobrazbe, večji del svojega življenja pa je bila živela odvisna od svojega lastnega dohodka, je bila politično izredno usmerjena v opolnomočenje žensk. Kasneje so pričeli celo dvomi ali je bila vdova, ločenka, zgodovinsko je zelo malo znanega o njenem možu novinarju. Politično je postala pomembna zaradi bitk za žensko volilno pravico, torej gibanje sufražetk, a njeni poglavitni dosežki so bili doseženi v ZDA, kjer je postala pomembna obstranska figura pacifizma med vojnama. Med prvo svetovno vojno so se ženske sufražetke trudile za prekinitev vojne, kar ni prineslo veliko kvalitetnih rešitev, a je med vojno vseeno doseglo nekaj diplomatski sestankov. Po prvi svetovni vojni je pobegnila v ZDA. 

## Življenje in dejavnost
Na njeno javno organiziranje je močno vplival njen stric, pomembno pa je definiralo njen življenjski nazor tudi trgovanje njenega očeta s kmetijski sredstvi, kjer je doživel nekajkrat gospodarsko škodo. Čeprav je obiskovala le osem razredov, glasbeno šolo in nočno šolo za poslovodstvo, je govorila angleško, francosko, nemško in madžarsko ter znala brati nizozemščino, italijanščino, norveščino in švedščino. Vse to jezikovno znanje je bilo zelo koristno v mednarodnih organizacijah. Postala je tako zelo koristna v tajniških opravilih, večji del svojega življenja je opravljala dela v računovodstvu, vzgojiteljstvu (bila je guveranta), tajnica dopisniškega urada in se tako uveljavila tudi v mednarodnem gibanju za pravice žensk in otrok. 
S svojo korespondenco za zbiranje podatkov je Schwimmer stopila v stik z vplivnimi osebnostmi mednarodnega ženskega gibanja, kot so Aletta Jacobs, Marie Lang in Adelheid Popp, ki so je spodbudile k ustanovitvi ženske organizacije, ki bi združevala različna združenja, ki bi se ukvarjala z različnimi ženskimi vprašanji. Schwimmerjeva je začela delati kot novinarka konec leta 1901. Pisala je za Export Review, nato pa se je zaposlila pri tiskovni agenciji Lloyd, še kasneje je postal redna sodelavka mednarodnih feminističnih revij.  Delala je tudi kot prevajalka in ustvarjala madžarske prevode feminističnih del.  Leta 1903 je bila soustanoviteljica z Marisko Gárdos Magyarországi Munkásnő Egyesület (Madžarskega združenja ženskih delavcev), prve državne ženske krovne organizacije ženskega dela.    Naslednje leto se je v okviru tiska udeležila ustanovne konference Mednarodne zveze za volilno pravico žensk .  Na konferenci so jo prosili za govor o pogojih dela industrijskih delavcev na Madžarskem.  Medtem je tam srečala mnoge vodilne feministke mednarodnega gibanja. Ameriška sufragistka Carrie Chapman Catt je zaprosila Schwimmerjevo za pomoč pri prizadevanjih za volilno pravico žensk.  Nekako v tem obdobju njenega življenja se je poročila in nato razvezala ali postala vdova. Kaj kmalu po tem je opustila tudi pridobljen priimek in nadaljevala z dekliškim priimkov do konca njenega življenja. 
Schwimmerjeva je sodelovala pri ustanovitvi Ženske mirovne stranke leta 1915 in postala tajnik organizacije. Zaradi vojne je bila dvoletna konferenca Mednarodnega zavezništva žensk za odvzem volitev prestavljena. Chrystal Macmillan je predlagal, da bi morali sufragisti organizirati konferenco, na kateri bodo razpravljali o mednarodnih mirovnih načelih, Aletta Jacobs pa je predlagala, da bi Nizozemska kot nevtralna država gostila prireditev. Schwimmerjevo so prosili, naj prepriča Catt, da postane predsednica konference, a po neuspešnem prepričevanju je pristopila k socialni reformatorki Jane Addams, ki je pristala na funkcijo predsednice konference. Na mednarodnem kongresu žensk, ki je v Haagu potekal 28. aprila, sta Schwimmer in Julia Grace Wales predlagale, da se med vladami ustanovi "neprekinjena konferenca nevtralcev", ki bi posredovala v konfliktih in obnovila mir.  Med konferenco je bil ustanovljen Mednarodni odbor žensk za trajni mir, ki bi postal Ženska mednarodna liga za mir in svobodo (WILPF).  Schwimmer je bila izbrana za eno od članic odbora. 
Po končani konferenci 3. maja 1915 so Schwimmer, Addams in Jacobs skupaj z Macmillanom, Emily Greene Balch, Mienom van Wulfftenom Paltheom   in drugimi oblikovali dve delegaciji žensk, ki so se srečevale z evropskimi voditelji držav naslednjih nekaj mesecev. Ženske so si zagotovile dogovor z zadržanimi zunanjimi ministri, ki so na splošno menili, da bi bilo posredovalno telo neučinkovito. Kljub svojem obotavljanju so se ministri strinjali, da bodo sodelovali ali vsaj ne ovirali oblikovanja nevtralne skupščine, če bi se drugi narodi strinjali in če bo ameriški predsednik Woodrow Wilson začel svojo ustanovitev. Sredi vojne je Wilson ta predlog zavrnil. Ko se je Schwimmerjeva jeseni vrnila iz Evrope, se je v Združenih državah Amerike spremenilo nastrojenost in številne feministke so verjele, da pacifizem škodi prizadevanju za pridobitev volilne pravice. Schwimmerjeva je tu postala zanimiva osebnost mirovništva, ki je verjela in zagovarjala, da je volilna pravica žensk namenjena predvsem ohranjanju miru in blagostanja. Državljanstvo, kateremu služi volilna pravica, ima tudi dolžnost povzročanja minimalne škode svojim državljanom. Ta konflikt znotraj feminističnega gibanja je ostal še nekaj let pomembna debata in Rosika Schwimmer je bila nagrajena zaradi svojega protivojnega prizadevanja (ki je prinesel veliko projektov zbiranja humanitarnih sredstev) celo z delo veleposlaništva v Švici. A sledil je državni udar zaradi katerega je ubežala najprej na Dunaj in nato v ZDA. 

### Državljanstvo je izbira; Izbira je vojna...
Schwimmer se je odrekla madžarskemu državljanstvu in se 26. avgusta 1921 izkrcala v ZDA in se najprej nastanila v Winnetki v Illinoisu blizu Chicaga z Lloydom.   Imela je vse namere, da nadaljuje z novinarsko in predavateljsko kariero, a je kmalu ugotovila, da je bila na črnem seznamu. Leta 1919 je država New York začela preiskavo Lusk, da bi preučila dejavnosti radikalnih ljudi in organizacij, ki bi lahko ogrozile nacionalno varnost. Vključevali so izobraževalce, novinarje, reformne organizacije in verske ustanove. Feministi in pacifisti so bili označeni kot subverzivni elementi; zlasti ženske, vpletene v ustanovitev Mednarodne ženske lige za mir in svobodo, so bile zaradi mednarodne osredotočenosti in nagnjenosti h komunizmu obtožene pomanjkljive lojalnosti. Ker je bila Schwimmer ena od ustanoviteljic, je bila v poročilu Lusk navedena kot nevaren element. Vojaški uradniki in desničarske ženske organizacije, kot so Hčere ameriške revolucije, so se vključile v taktiko rdečega strahu, da bi osredotočile sume na dejavnosti pacifistov in sufragistov.
Da bi premostila razlikovanje in morebiti nadaljevala svojo javno udejstvovanje, je zaprosila za državljanstvo, a imela tudi pri tem resne težave. Najbolj mučna je bila predvsem njena odločenost, da uveljavlja pravico do zavračanja orožja. Zaprisega državljana je namreč zahtevala oboroženi boj proti sovražnikom drugih držav. Ker je zavrnila izvedbo takšne zaprisege, je ostala do smrti brez državljanstva. 
Rosika Schwimmer je umrla za pljučnico 3. avgusta 1948 v New Yorku. Pokopali so jo naslednji dan na pokopališču Ferncliff. Spominjajo se jo kot enega glavnih predstavnic madžarskih žensk v dobi pred prvo svetovno vojno in kot soustanoviteljico madžarskega volilnega gibanja.
Njene pravne bitke, kjer je dokazovala, da je njeno dostojanstvo nepovezano z vojnimi prizadevanji in da so njena protivojna prizadevanja častna in ne znak izdaje ZDA, so postale zanimiv vpogled v družbo ZDA in Madžarske v obdobju med vojnama.